# Sounds Good Feels Good
| Recensione | Giudizio |
| ---------- | -------- |
| AllMusic   |          |

Sounds Good Feels Good è il secondo album in studio del gruppo musicale australiano 5 Seconds of Summer, pubblicato il 23 ottobre 2015 dalla Capitol Records.

## Tracce

### Edizione standard
1. Money – 2:54
2. She's Kinda Hot – 3:36
3. Hey Everybody! – 3:16
4. Permanent Vacation – 3:25
5. Jet Black Heart – 3:41
6. Catch Fire – 3:27
7. Waste the Night – 4:26
8. Vapor – 2:59
9. Castaway – 3:34
10. Fly Away – 3:32
11. Invisible – 3:32
12. Airplanes – 3:38
13. San Francisco – 4:19
14. Outer Space/Carry On – 6:38

### Edizione deluxe
1. Money – 2:54
2. She's Kinda Hot – 3:36
3. Hey Everybody! – 3:16
4. Permanent Vacation – 3:25
5. Jet Black Heart – 3:41
6. Catch Fire – 3:27
7. Safety Pin – 3:29
8. Waste the Night – 4:26
9. Vapor – 2:59
10. Castaway – 3:34
11. The Girl Who Cried Wolf – 4:22
12. Broken Home – 3:40
13. Fly Away – 3:32
14. Invisible – 3:32
15. Airplanes – 3:38
16. San Francisco – 4:19
17. Outer Space/Carry On – 6:38

Tracce bonus nell'edizione di Target
1. The Space Between a Rock and a Hard Place – 3:23
2. Story of Another Us – 3:56

Tracce bonus nell'edizione giapponese
1. Lost in Reality – 3:30
2. Over and Out – 2:58

## Formazione
- Luke Hemmings – chitarra, voce
- Michael Clifford – chitarra, voce
- Calum Hood – basso, voce
- Ashton Irwin – batteria, voce

## Classifiche

### Classifiche settimanali
| Classifica (2015) | Posizione massima |
| ----------------- | ----------------- |
| Australia         | 1                 |
| Austria           | 1                 |
| Belgio (Fiandre)  | 2                 |
| Belgio (Vallonia) | 8                 |
| Canada            | 1                 |
| Danimarca         | 3                 |
| Finlandia         | 7                 |
| Francia           | 12                |
| Germania          | 3                 |
| Irlanda           | 1                 |
| Italia            | 1                 |
| Norvegia          | 1                 |
| Nuova Zelanda     | 2                 |
| Paesi Bassi       | 1                 |
| Polonia           | 10                |
| Portogallo        | 2                 |
| Regno Unito       | 1                 |
| Repubblica Ceca   | 6                 |
| Spagna            | 2                 |
| Stati Uniti       | 1                 |
| Svezia            | 3                 |
| Svizzera          | 3                 |
| Ungheria          | 13                |

### Classifiche di fine anno
| Classifica (2015) | Posizione |
| ----------------- | --------- |
| Australia         | 46        |
| Belgio (Fiandre)  | 97        |
| Paesi Bassi       | 57        |
| Stati Uniti       | 136       |
| Classifica (2016) | Posizione |
| Stati Uniti       | 192       |